# Le Monde Libertaire
Le Monde Libertaire es el periódico semanal contemporáneo de la Fédération Anarchiste. Aparecido en octubre de 1954 como continuación inmediata de Le Libertaire (1944-1953) anterior órgano de prensa de la Federación (antes de su refundación).

## Antecedente comoLe Libertaire
El 21 de diciembre de 1944 sale Le Libertaire (el nombre ya había sido usado por al menos dos periódicos anarquistas franceses). Era una publicación bimensual, irregular debido a las limitaciones de papel producto de la Segunda Guerra Mundial. Para abril de 1946 salía semanalmente como órgano de la Federación Anarquista, ésta es la era dorada de Le Libertaire, en la que colaboraron Georges Brassens, Léo Ferré, André Breton, Robin Armand y Albert Camus.
En 1953 aparece la Federación Comunista Libertaria (FCL), organización escindida de la Federación Anarquista que se quedó con el título del periódico, apoyaron la independencia de Argelia por lo que fueron procesados por el Estado francés lo que los endeudó. En 1956 un consejo nacional del FCL decidió suspender el periódico.

## Surgimiento
Después de la crisis organizacional de 1954, la organización de la FA se renovó, y la Federación Anarquista fue restablecida en Francia y ésta creó Le Monde Libertaire como continuación inmediata de Le Libertaire. Las dificultades hicieron que hasta 1977 el periódico sea mensual, luego de eso se volvió semanal. En 2003 el periódico tienen un nuevo tamaño y color y ahora aparece en formato de revista. En octubre de 2004 Le Monde Libertaire cumplió 50 años, para celebrar el evento publicaron una colección de artículos (alrededor de 400 páginas).